# Équipe de France féminine de hockey sur glace
Cet article traite de l'équipe féminine. Pour l'équipe masculine, voir Équipe de France de hockey sur glace.
Pour les articles homonymes, voir Équipe de France.
L'équipe de France féminine de hockey sur glace est la sélection des meilleures joueuses françaises de hockey sur glace féminin. Elle est sous la tutelle de la Fédération française de hockey sur glace (FFHG). La France est classée 12e sur 42 équipes au classement IIHF 2021 . 

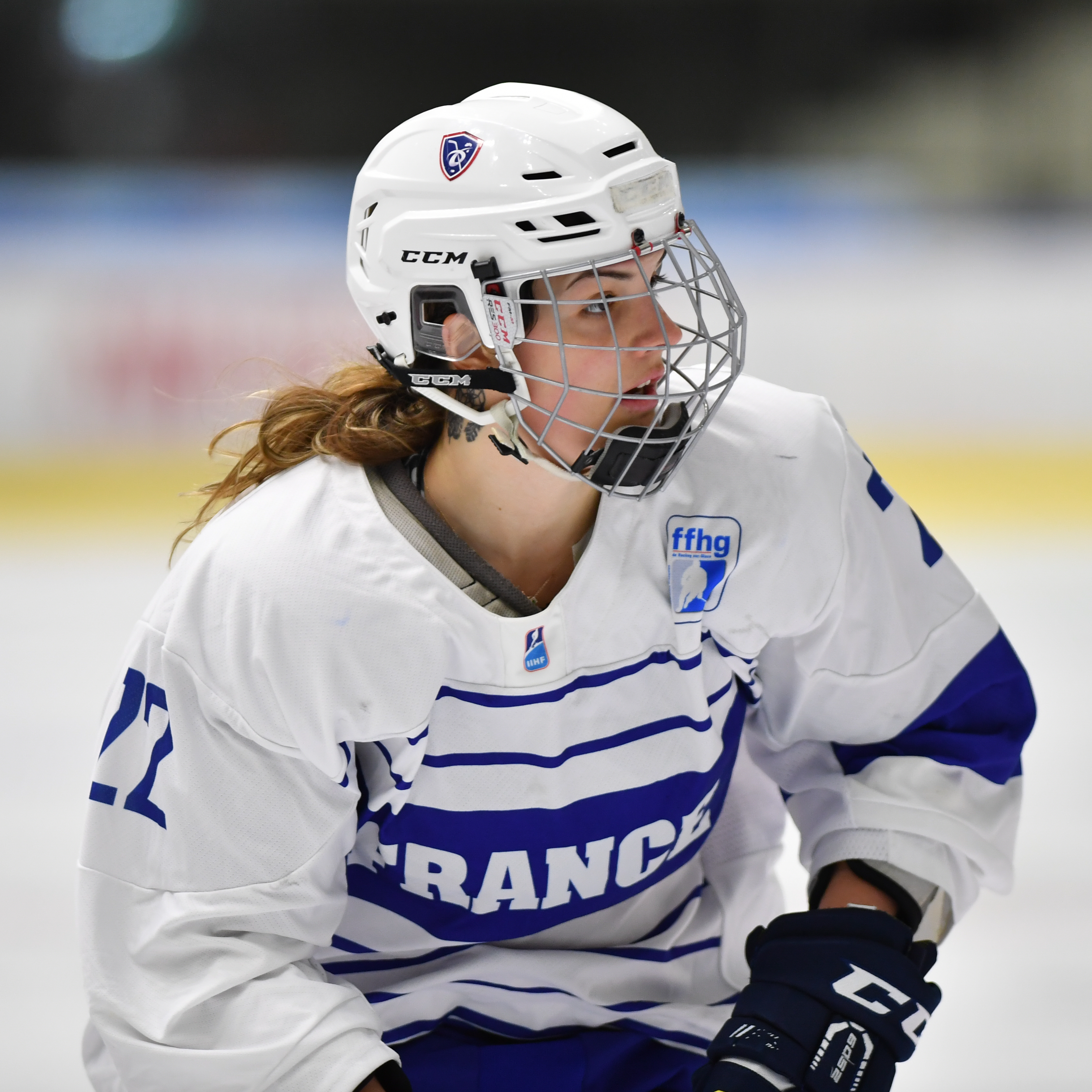
Gwendoline Gendarme avec le maillot de l'équipe de France, au championnat du monde 2017

## Historique
L'équipe remporte une médaille d'argent lors des mondiaux de 2016, et bien qu'elle frôle l'élimination en 2017, les bleues remportent la médaille d'or lors de l'édition de 2018, qualifiant pour la première fois de son histoire l'équipe nationale féminine en division élite . L'équipe joue son premier championnat mondial en élite en 2019 mais ne parvient pas à se maintenir. La pandémie de Covid-19 contraint à l'annulation des éditions suivantes jusqu'à un retour pour le Tournoi de qualification olympique en 2021 où l'équipe ne parvient pas à se qualifier. En 2022, à l'occasion du championnat du monde IA qui se déroule à Angers avec un public à domicile, l'équipe remporte le tournoi et sa seconde montée en élite de son histoire ,,,.

## Effectif
| No    | Nom                 | Position   | Club                                  |
| ----- | ------------------- | ---------- | ------------------------------------- |
| +001, | Caroline Baldin     | Gardienne  | Lions de Zurich                       |
| +009, | Marion Allemoz - C  | Attaquante | MODO Hockey                           |
| +017, | Chloé Aurard        | Attaquante | Huskies de Northeastern               |
| +019, | Lore Baudrit - A    | Attaquante | MODO Hockey                           |
| +023, | Amandine Cuasnet    | Attaquante | Corsaires de Dunkerque                |
| +012, | Estelle Duvin       | Attaquante | Carabins de Montréal                  |
| +008, | Lara Escudero       | Attaquante | HC Lugano Ladies-Team                 |
| +015, | Betty Jouanny       | Attaquante | MODO Hockey                           |
| +007, | Emmanuelle Passard  | Attaquante | Carabins de Montréal                  |
| +010, | Morgane Rihet - A   | Attaquante | Éléphants de Chambéry                 |
| +013, | Clara Rozier        | Attaquante | Pingouins de Morzine-Avoriaz-Les Gets |
| +006, | Jade Vix            | Attaquante | Carabins de Montréal                  |
| +004, | Margot Desvignes    | Attaquante | Neuchâtel Hockey Academy              |
| +021, | Léa Parment         | Attaquante | Viry Hockey 91                        |
| +025, | Caroline Lambert    | Gardienne  | SC Weinfelden Ladies                  |
| +020, | Margaux Mameri      | Gardienne  | IF Björklöven                         |
| +022, | Gwendoline Gendarme | Défenseuse | Djurgårdens Hockey                    |
| +011, | Léa Villot          | Défenseuse | Diables rouges de Briançon            |
| +014, | Athena Locatelli    | Défenseuse | Ours de Villard-de-Lans               |
| +024, | Raphaëlle Grenier   | Défenseuse | Lyon Hockey Club                      |
| +026, | Alexandra Harrison  | Défenseuse | Hockey club 74                        |
| +005, | Eloïse Jure         | Défenseuse | Grenoble métropole hockey 38          |
| +003, | Louanne Mermier     | Défenseuse | Hockey Club 74                        |

### Staff technique
- Entraîneur-chef : Grégory Tarlé [1]

Ancien logo de l'Équipe de France.

- Entraîneur-assistant : Sébastien Roujon [1]
- Entraîneur gardien : Raphaël Rossy [1]
- Kinésithérapeute : Anne-Claire Thomas et Aline Viard
- Médecin : Olivier Tricoire
- Responsable Matériel : Yann Meunier [1]

## Résultats

### Jeux olympiques
L'équipe féminine de France n'a jamais participé aux Jeux Olympiques.
- 1998-2002 — Ne participe pas
- 2006 — Non qualifié
- 2010 — Non qualifié
- 2014 — Non qualifié
- 2018 — Non qualifié
- 2022 —  Non qualifié
- 2026 —  Qualifié
- 2030 —  Qualifié (pays hôte)

### Championnats du monde
L'équipe de France apparaît au championnat du monde en 1999.
- 1990-1997 — Ne participe pas
- 1999 — Onzième (3e du Groupe B)
- 2000 — Treizième (5e du Groupe B)
- 2001 — Treizième (5e du Groupe B)
- 2003 — Douzième (4e de Division I)
- 2004 — Treizième (5e de Division I)
- 2005 — Douzième (4e de Division I)
- 2007 — Douzième (3e de Division I)
- 2008 — Treizième (4e de Division I)
- 2009 — Quinzième (6e de Division I)
- 2011 — Seizième (2e de Division II)
- 2012 — Dix-septième (3e de Division IB)
- 2013 — Quinzième (1er de Division IB)
- 2014 — Douzième (4e de Division IA)
- 2015 — Onzième (3e de Division IA)
- 2016 — Dixième (2e de Division IA)
- 2017 — Quatorzième (6e de Division IA)[10]
- 2018 — Neuvième (1re de Division IA)
- 2019 — Dixième

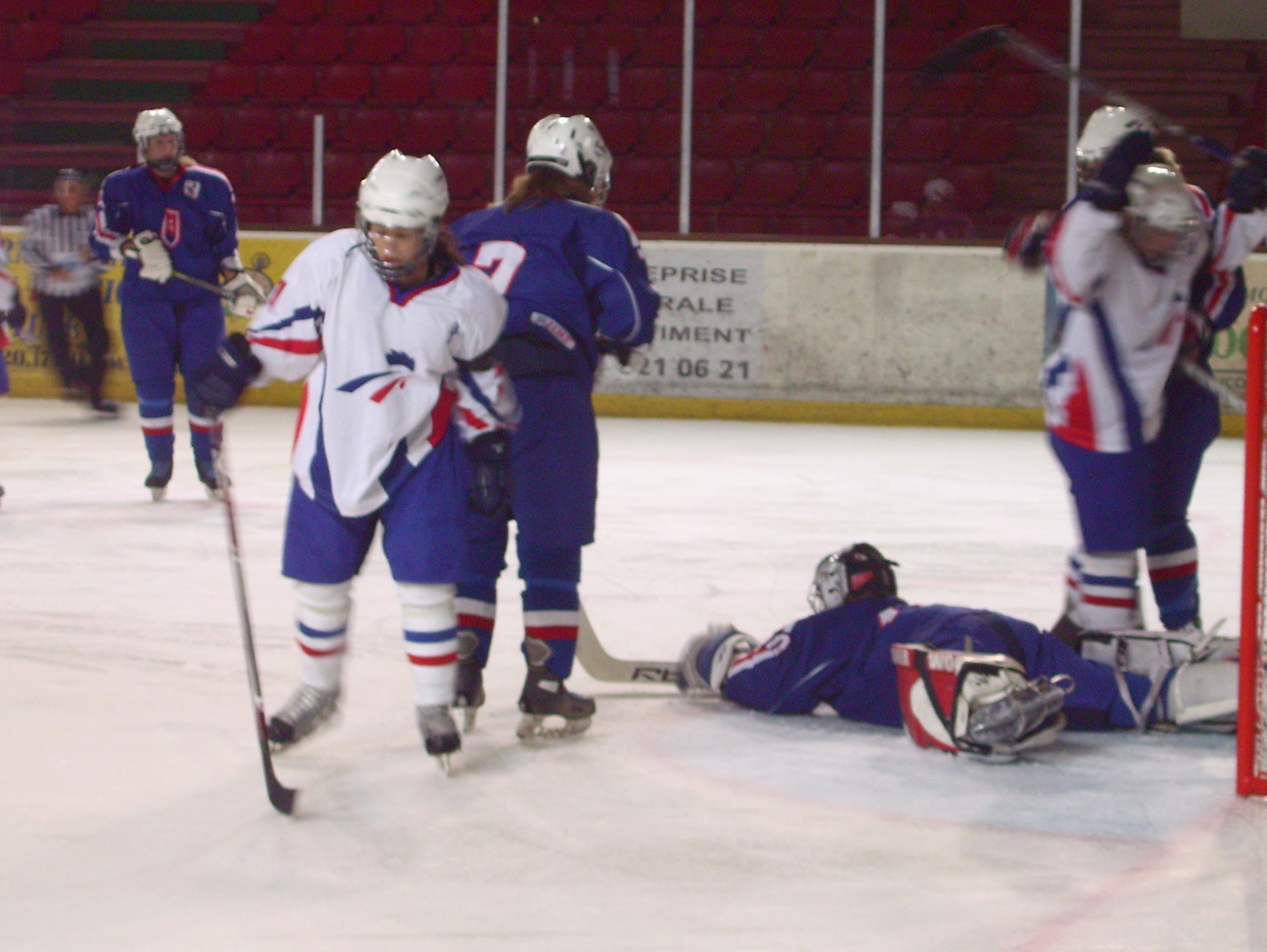
Match amical contre la Slovaquie à Briançon (28 août 2008)

- 2020 — Pas de compétition en raison de la pandémie de coronavirus[11]
- 2021 — Pas de compétition en raison de la pandémie de coronavirus [12].
- 2022 — Onzième (1re de Division IA)

Note :  Promue ;  Reléguée

### Championnats d'Europe
- 1989 — Non qualifié
- 1991 — Septième
- 1993 — 3e du Groupe B
- 1995 — 5e du Groupe B
- 1996 — 5e du Groupe B

### Classement mondial
| Année | Rang | Points | Progression |
| ----- | ---- | ------ | ----------- |
| 2003  | 12   | 660    | -           |
| 2004  | 13   | 1 540  | -1          |
| 2005  | 12   | 1 780  | +1          |
| 2006  | 14   | 1 995  | -2          |
| 2007  | 12   | 2 230  | +2          |
| 2008  | 11   | 2 220  | +1          |
| 2009  | 13   | 2 170  | -2          |
| 2010  | 14   | 2 155  | -1          |
| 2011  | 16   | 2 105  | -2          |
| 2012  | 16   | 2 055  | ±0          |

| Année      | Rang | Points | Progression |
| ---------- | ---- | ------ | ----------- |
| 2013       | 16   | 2 065  | ±0          |
| Fév. 2014  | 16   | 2 055  | ±0          |
| Avril 2014 | 14   | 2 955  | +2          |
| 2015       | 14   | 2 830  | ±0          |
| 2016       | 12   | 2 700  | +2          |
| 2017       | 13   | 2 455  | -1          |
| Fév. 2018  | 11   | 3 170  | +2          |
| Avril 2018 | 10   | 3 225  | +1          |
| 2019       | 10   | 3 015  | ±0          |
| 2020       | 10   | 2 760  | ±0          |
| 2021       | 12   | 2 230  | -2          |

## Équipe moins de 18 ans

### Championnat du monde moins de 18 ans
L'équipe des moins de 18 ans s'est qualifiée lors de la seconde édition des championnats du monde pour cette catégorie.
- 2008 — Non qualifié
- 2009 — 2e de Division I
- 2010 — 2e de Division I
- 2011 — 5e de Division I
- 2012 — 5e de la Qualification pour la Division I
- 2013 — 3e de Division I
- 2014 — 2e de Division I
- 2015 — 1re de Division I
- 2016 — 8e de Division Élite
- 2017 — 6e de Division IA
- 2018 — 2e de Division IB
- 2019 — 1re de Division IB
- 2020 — 4e de Division IA
- 2021 — Pas de compétition en raison de la pandémie de coronavirus